# Geländeprofil
Unter einem Geländeprofil, auch Höhenprofil oder Längenprofil genannt, versteht man einen linienförmigen, senkrechten Schnitt durch das Gelände. Es stellt als Diagramm die Höhe entlang der Profillinie dar. 

## Messung
Das Geländeprofil kann durch direkte Messung im Gelände, aus topografischen Karten oder aus digitalen Geländemodellen bestimmt werden. 
Bei der Messung werden Lage und Höhe des Geländepunktes ermittelt. Im einfachsten Fall erfolgt die Höhenaufnahme mit einem Nivelliergerät und die Streckenmessung mit einem Maßband. Die schnellere Methode für Aufnahme und Auswertung ist die Verwendung eines Tachymeters. Die Messung von Profilen unter Wasser kann z. B. mit Echoloten erfolgen.
Bei der Konstruktion anhand von topografischen Karten werden die Höhen anhand der dargestellten Höhenlinien und Koten bestimmt. Aber auch Objekte, die auf den relativen Höhenverlauf schließen lassen, wie zum Beispiel Böschungen, Straßen und Gewässer, sollten berücksichtigt werden.

## Überhöhung
In der Regel wird ein Geländeprofil überhöht dargestellt, da bei gleichem Maßstab in Höhe und Länge die Geländeformen kaum sichtbar wären.
Die Überhöhung ist dabei das Verhältnis von Höhenmaßstab zu Längenmaßstab. Bei Plänen im Straßen- und Eisenbahnbau beträgt der Überhöhungsfaktor im Allgemeinen 10, das heißt, bei einem Längenmaßstab von 1:500 beträgt der Höhenmaßstab 1:50.

## Verwendung
Profile dienen der Analyse von Sichtbarkeiten, der Planung und Dokumentation von Straßen- und Eisenbahntrassen sowie von Gewässern. Im Straßenbau spricht man vom Querschnitt für das Querprofil und vom Höhenplan für das Längsprofil.
Die Berechnung von Volumen wird heutzutage einfacher anhand von digitalen Geländemodellen durchgeführt. Ein geologisches Profil stellt auch die Gesteinsschichten unterhalb der Erdoberfläche dar.